# 지바현도 제27호선

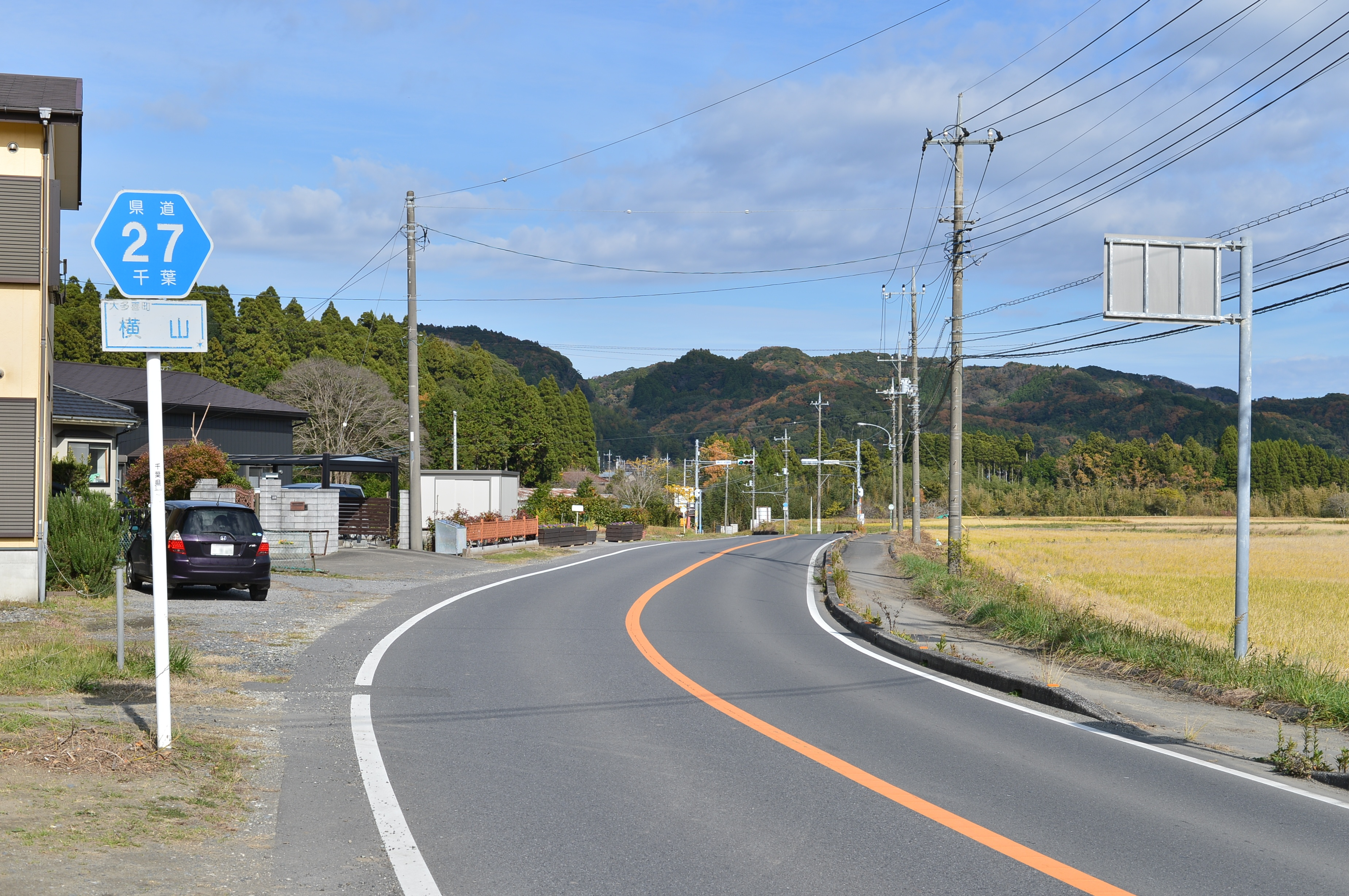
지바현도 제27호 모바라 오타키선
오타키마치 요코하마 (2015년 12월)

지바현도 제27호선(일본어: 千葉県道27号茂原大多喜線, 지바현도 제27호 모바라 오타키선)은 지바현 모바라시의 국도 제128호선과의 교점인 "모바라시 모바라" 교차로를 기점으로 하여, 지바현 조세이군 조난정을 거쳐에서 이스미군 오타키정의 국도 제297호선과의 교점인 "요코하마" 교차로까지 이르는 주요 지방도 노선으로, 총 연장은 16.6 km이다.

## 기종점
- 기점 : 지바현 모바라시 모바라 교차로
- 종점 : 지바현 이스미군 오타키정 요코하마 교차로

## 통과하는 지자체
- 지바현
  - 모바라시
  - 조세이군 조난정
  - 이스미군 오타키정

## 교차하는 도로
- 국도 제128호선 (일본)(일본어판)
- 국도 제297호선 (일본)(일본어판)